# Jaraba
Jaraba – gmina w Hiszpanii, w prowincji Saragossa, w Aragonii, o powierzchni 42,81 km². W 2011 roku gmina liczyła 355 mieszkańców.